# Ngân Thị Vạn Sự
Ngân Thị Vạn Sự (sinh ngày 29 tháng 4 năm 2001) là cầu thủ bóng đá thi đấu ở vị trí tiền đạo cho câu lạc bộ Hà Nội I và Đội tuyển bóng đá nữ quốc gia Việt Nam.

## Bàn thắng quốc tế
Tỷ số và kết quả được liệt kê là bàn thắng của Việt Nam trước.
| STT | Ngày               | Địa điểm                                        | Đối thủ    | Điểm | Kết quả | Giải đấu                                                    |
| --- | ------------------ | ----------------------------------------------- | ---------- | ---- | ------- | ----------------------------------------------------------- |
| 1.  | 6 Tháng hai 2020   | Sân vận động World Cup Jeju, Seogwipo, Hàn Quốc | Myanmar    | 1–0  | 1–0     | Vòng loại bóng đá nữ Thế vận hội Mùa hè 2020 khu vực châu Á |
| 2.  | 14 tháng năm 2022  | Sân vận động Cẩm Phả, Cẩm Phả, Việt Nam         | Campuchia  | 6–0  | 7–0     | Bóng đá tại Đại hội Thể thao Đông Nam Á 2021 – Nữ           |
| 3.  | 7 tháng 7 năm 2022 | Sân vận động bóng đá Biñan, Biñan, Philippines  | Campuchia  | 1–0  | 3–0     | Giải vô địch bóng đá nữ Đông Nam Á 2022                     |
| 4.  | 11 Tháng bảy 2022  | Sân vận động bóng đá Biñan, Biñan, Philippines  | Đông Timor | 2–0  | 6–0     | Giải vô địch bóng đá nữ Đông Nam Á 2022                     |
| 5.  | 11 Tháng bảy 2022  | Sân vận động bóng đá Biñan, Biñan, Philippines  | Đông Timor | 5–0  | 6–0     | Giải vô địch bóng đá nữ Đông Nam Á 2022                     |
| 6.  | 12 tháng năm 2023  | Sân vận động Olympic, Phnôm Pênh, Campuchia     | Campuchia  | 1–0  | 4–0     | Bóng đá tại Đại hội Thể thao Đông Nam Á 2023 – Nữ           |